# Evanochrysa
Evanochrysa is een geslacht van insecten uit de familie van de gaasvliegen (Chrysopidae), die tot de orde netvleugeligen (Neuroptera) behoort.

## Soorten
- E. evanescens (evanescens McLachlan, 1869)
- E. infecta (Newman, 1838)
- E. levasseuri (Navás, 1921)